# Rico Nestmann
Rico Nestmann (* 17. Dezember 1969 in Bergen (Rügen); † 3. Februar 2016 in Gingst) war ein deutscher Fotograf, Journalist und Schriftsteller. Er befasste sich mit Tier- und Naturfotografie.

## Leben
Rico Nestmann interessierte sich seit seiner Kindheit für die einheimische Natur. Ab Mai 1996 arbeitete er als freier Fotograf, Journalist und Schriftsteller. Er war unter anderem für die Lokalredaktion Rügen der Ostsee-Zeitung tätig, für die er über die Lokalpolitik und den Lokalsport auf der Insel Rügen berichtete. Als Tier- und Naturfotograf veröffentlichte er mehrere Bildbände und Fotosachbücher.
Im Jahr 2000 wurde er Mitglied der Gesellschaft Deutscher Tierfotografen (GDT), deren Regionalgruppe IX Mecklenburg-Vorpommern er von 2003 bis 2008 leitete. Seit 2011 war er Mitglied der Arbeitsgemeinschaft Kranichschutz Deutschland. Nestmann unterstützte den Naturschutzbund Deutschland (NABU) und den WWF Deutschland. Er betrieb einen eigenen Verlag und eine Fotoagentur.
2012 drehte der Norddeutsche Rundfunk die Dokumentation NaturNah – Rügens Wildnis vor der Haustür über Rico Nestmann und seine Arbeit.
Am 3. Februar 2016 kam Rico Nestmann beim Sturz aus einem Tierbeobachtungsposten, der sich in 18 Meter Höhe in einem Baum in der Nähe von Gingst befand, ums Leben.

## Veröffentlichungen (Auswahl)
- Inseln der Adler. Naturwunder auf Rügen und Hiddensee. Nestmann's Foto, Wiek/Rügen 1999, ISBN 3-934162-00-2 (Bildtextband).
- Abenteuer auf Möwenort. Nestmann's Foto, Wiek/Rügen 2004, ISBN 3-934162-03-7 (Kinder- und Jugendbuch).
- Herrscher des Himmels. Seeadler über Bodden, Meer und Binnenland. Nestmann's Foto, Wiek/Rügen 2006, ISBN 3-934162-02-9 (Bildtextband).
- Poesie & Meer. Fotografien und Gedichte von der Ostsee. Nestmanns Foto, Lancken/Rügen 2009, ISBN 978-3-934162-05-1 (Bildtextband).
- Wilde Kinder – Seeadler. Gerstenberg, Hildesheim 2009, ISBN 978-3-8369-5267-5 (Foto-Sachbuch).
- Wilde Kinder – Weißstörche. Gerstenberg, Hildesheim 2010, ISBN 978-3-8369-5297-2  (Foto-Sachbuch).
- Vilde dyreborn – Storken. Klematis, Risskov 2010, ISBN 978-87-641-0524-7 (Dänische Ausgabe des Wilde Kinder-Bandes Weißstörche)
- Mile Prerad. Eine Künstlerbiografie. Nestmann's Foto, Lancken/Rügen 2011, ISBN 978-3-934162-07-5 (Foto-Sachbuch).
- Vögel der Ostsee. Demmler, Ribnitz-Damgarten 2012, ISBN 978-3-910150-94-2 (Bildtextband).
- Tiere der Ostsee. Demmler, Ribnitz-Damgarten 2014, ISBN 978-3-944102-09-2 (Bildtextband).
- Kleines Ostsee-Möwenbuch. Rhino, Ilmenau 2015, ISBN 978-3-95560-033-4 (Sachbuch).
- Rügen. Tierwelten. Demmler, Ribnitz-Damgarten 2016, ISBN 978-3-944102-15-3 (Bildband).
- Naturführer Rügen und Hiddensee. Tiere – Pflanzen – Schutzgebiete. Wachholtz, Kiel Hamburg 2016, ISBN 978-3-529-05463-1 (Bidtextband).
- Kraniche. Graue Tänzer an Bodden und Meer. Demmler, Ribnitz-Damgarten 2016, ISBN 978-3-944102-14-6 (Bildband).